# Тарсаич Орбелян
Тарсаич Орбелян (арм. Տարսայիճ Օրբելյան, груз. ტარსაიჭ ორბელი) — армянский князь Сюника с 1273 по 1290 год, занимал должность атабага Грузии с 1284 по 1289 годы.

## Происхождение
Семейство Орбелянов было потомками грузинского феодального дома Орбелов, которые вернулись в Грузию в период монгольского владычества после восстания против Георгия III и были реабилитированы. Главная цель семейства заключалась в восстановлении утраченных владений, находившихся в то время под контролем «дома Авага», обладателей титула «атабага». 
После упадка феодального дома Мхаргрдзели, они стремились к званию атабага, но это звание было завоевано Садуном Манкабердели.

## Биография
После смерти уОрбеляна, Абака-хан утвердил в должности князя его младшего брата Тарсаича. Тарсаич был признанным монгольской знатью и скоро переехал в новую резиденцию Орбелянов в Exeгис. Тарсаич был в браке с Аруз Хатун, дочерью одного из сюникских феодалов. У них родились трое сыновей: Эликум, Степанос (будущий историк) и Парадавла. Позже, Тарсаич женился на дочери хаченского князя Джалала — Мине Хатун.
Ильханы подтвердили царя Грузии Деметрия II, с поддержкой Тарсаича Орбеляна и Ивана Мхаргрдзели. Так, как Деметрий II попытался отделить атабагство от амирспасаларство, он назначил амирспаласаром сына Садуна, Хутлу Бугу, но не сделал его атабагом, передав эту должность Тарсаичу, врагу Садуна. Во время борьбы за власть между Текудера (Ахмадом), который принял ислам, и Аргун-ханом за трон Илханата в 1282-1283 годах, Тарсаич поддержал последнего. Используя свою высокую должность и авторитет, Тарсаич Орбелян освободил сюникские монастыри от монгольских налогов и начал восстанавливать разрушенные сооружения. В честь своего умершего брата Сумбата Орбеляна в 1275 году он построил церковь Нораванк.
После смерти Тарсаича Орбеляна его сын Еликум унаследовал власть.